# Cuarenta años de Guerra Europea (1618-1660)

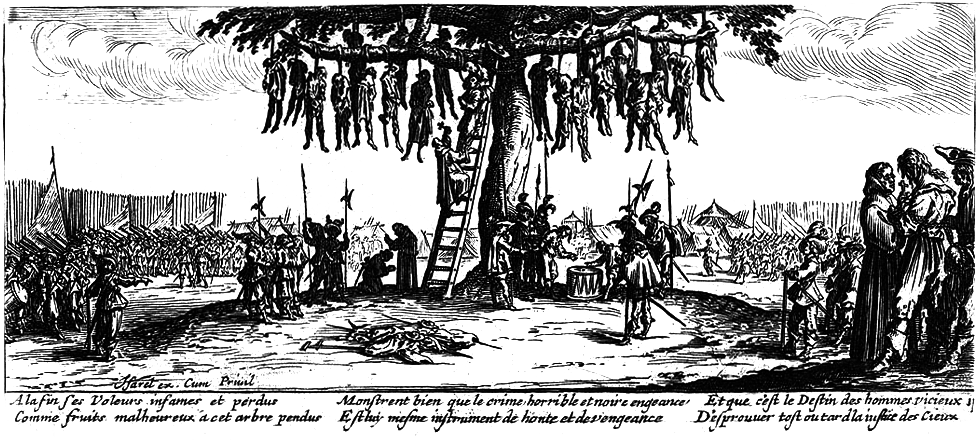
Infantería realizando ejercicios y gente masacrada en Bohemia durante la Reforma alemana, Grabado de Jacques Callot.

Un siglo después de comenzada la Reforma alemana encendió un conflicto en Bohemia la «guerra de los Treinta Años». Desde su foco primitivo, que estaba en los Estados hereditarios del emperador, fue extendiéndose cada vez más la guerra, hasta cubrir de llamas Europa entera. El primer chispazo fue eclesiástico, y por todas partes actuaron motivos y oposiciones confesionales, sobre todo en el primer decenio de la gran lucha. Sin embargo, la guerra de los Treinta Años no es una guerra de religión. En su transcurso las cuestiones confesionales fueron pasando a segundo término, pospuestas a los intereses de la política general de los Estados. La lucha del resto de Europa contra la posición preeminente y la política mundial de los Habsburgos fue cada vez más limando las oposiciones confesionales o las encauzó a su servicio, como revestimiento ideológico y moral de los intereses profanos.
Desde la unión de España y Austria en la monarquía universal de Carlos V estaba en marcha esta lucha. Hasta muy entrada la época de la guerra de los Treinta Años estuvo varias veces próximo a la realización el restablecimiento de un Imperio universal. Pero le eran contrarias todas las fuerzas de la evolución moderna. Desde 1500, aproximadamente, y con muy larga preparación anterior, hallábase en disolución el universalismo medieval en todas las esferas de la vida. Frente al pensamiento medieval de la cristiandad comenzó a formarse un sistema de Estados europeos, que seguían sus propias leyes y que desasían la vida estatal de los vínculos de universalismo medieval, como ocurrió en la esfera cultural con el Renacimiento y en la religiosa con la Reforma alemana. Pero también fue justamente una consecuencia de la Reforma el hecho de que la lucha entre los poderes de los Estados no fuese eliminada, pero sí en creciente medida obscurecida por la lucha entre los partidos extraestatales, confesionales.
Pero dada la estrecha relación del imperialismo español con las tendencias católicas contrarreformadoras, hallábase siempre detrás de la lucha entre los partidos confesionales la lucha por la preeminencia universal española. Siglo y medio dominó esta lucha la política de Europa, desde el nacimiento del Imperio universal de Carlos V hasta la paz entre España y Francia en 1659. En la época de Carlos V y de la Reforma alemana fue Francia principalmente la que llevó la lucha. Cuando las luchas políticas en la época de la Contrarreforma se mezclaron cada vez más íntimamente con las eclesiásticas y Francia misma pareció dividirse en oposiciones confesionales, fue la potencia protestante de Inglaterra la que asumió la lucha contra España, y la posición universal española recibió el primer golpe; Inglaterra, finalmente, trajo la última decisión al intervenir en las luchas francoespañolas durante la época de Cromwell. En la época de la guerra de los Treinta Años lleva Francia nuevamente la lucha contra la potencia española, primero ocultamente, luego claramente; pero no Francia sola, sino una gran coalición europea. Francia representaba entonces la idea del equilibrio europeo, que luego en la época de la política hegemonial francesa, que siguió inmediatamente a la de la prepotencia española, había de revolverse contra Francia misma.
La ocasión para su estallido vino de Alemania y durante un decenio los acontecimientos alemanes constituyeron el primer plano de las guerras. Pero desde un principio estaban íntimamente unidos con las oposiciones generales europeas, y poco a poco entraron en la guerra todas las potencias europeas hasta que, por fin, después de la salida del Imperio en el año 1648, prosiguió la lucha en el occidente de Europa, siendo al mismo tiempo arrastrados a ella el nordeste de Europa, y, una vez más, amplias porciones del Imperio alemán. Las guerras terminaron con la victoria de Francia sobre España y con la supremacía política de Francia en toda Europa. Y así se ve que el nombre de guerra de los Treinta Años sólo es exacto para Alemania, que salió de ella en 1648, y aun para Alemania lo es sólo exteriormente. La serie de guerras que solemos comprender bajo el nombre de guerra de los Treinta Años no constituye una unidad, sino sólo desde el punto de vista de la lucha contra la política mundial de España Habsburgo, y esta lucha no terminó en 1648, sino en 1659. La historia alemana en este período es más complicada que nunca en el conjunto de la europea. En la época de la guerra de los Treinta Años fue Alemania objeto y víctima de las grandes decisiones europeas y campo de batalla en donde libraban sus combates los ejércitos de las demás potencias europeas.

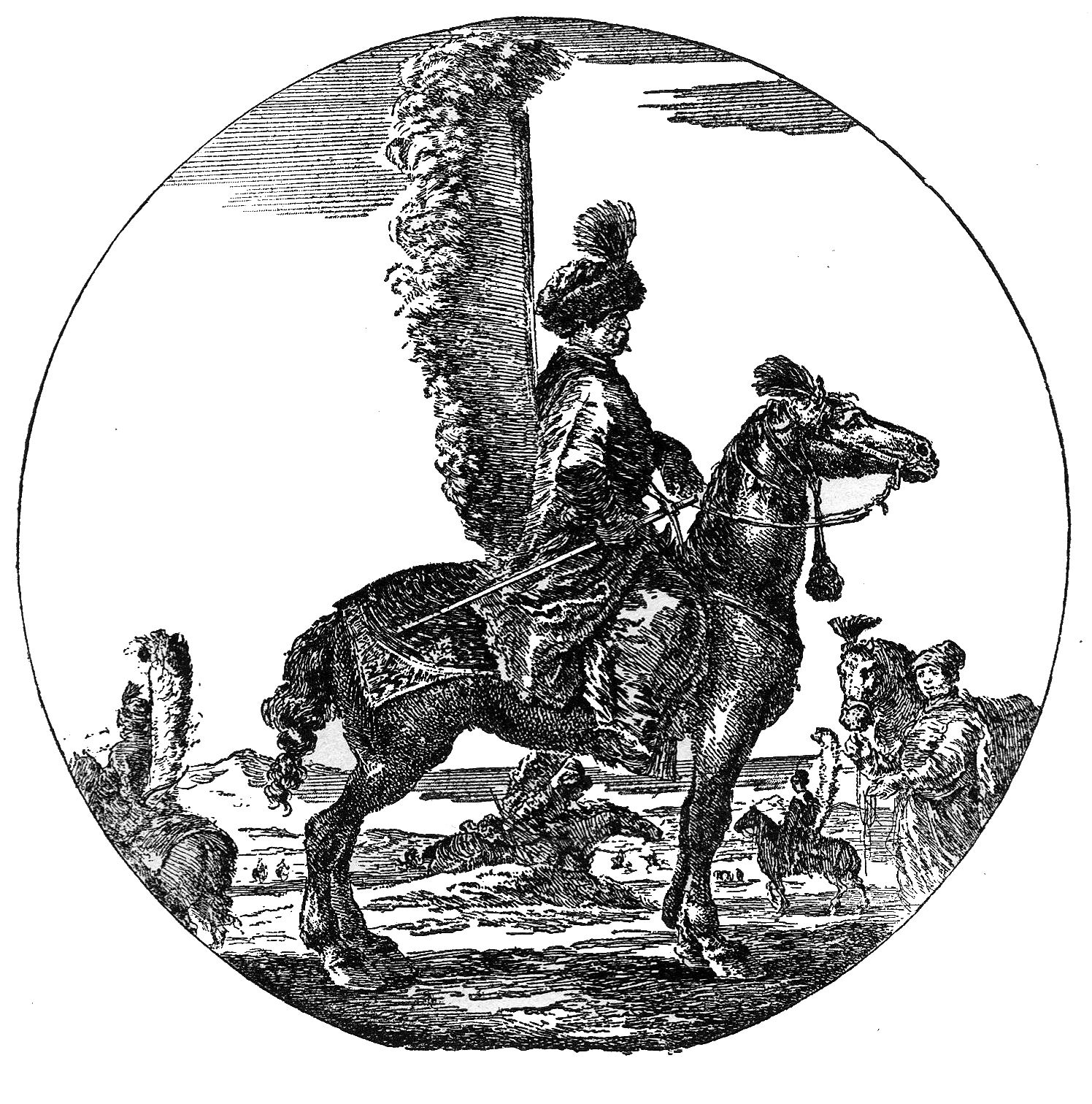
El heraldo de la muerte, grabado de Stefano della Bella.

Esta gran guerra europea no fue solamente una lucha por ganar territorios y fuerza política, sino también, al mismo tiempo, por asentar y mantener «principios» políticos de importancia histórica universal. La política mundial española estaba íntimamente unida e impulsada por el espíritu de la Contrarreforma; amenazaba no sólo el poder político del resto de Europa, sino también nuevas fuerzas espirituales que habían ido despertando lentamente. Una victoria de España Habsburgo hubiese podido quizá evitar los siguientes decenios de cruel lucha política; pero Europa lo hubiese comprado con una paz de cementerio. Una victoria de Habsburgo España contradecía todas las fuerzas del futuro en la vida europea.
Fue decisiva para la derrota de España la actitud de Francia. La Francia católica verificó en su propio interés político el tránsito de la época de política confesional a la lucha puramente política y estatal, junto a las potencias protestantes y contra la preponderancia católica de España; y al hacer ese tránsito, no sin graves contracciones interiores, trajo una nueva época a la política europea. Justamente porque Francia era la única gran potencia europea en donde los intereses del Estado y de la iglesia se contradecían absolutamente, hubo de verificarse en ella la disputa entre la vieja política, vinculada a la razón confesional, y la nueva política, vinculada a la razón de Estado. Y esta nueva política venció claramente merced a la acción enérgica del gran hombre de Estado Richelieu. A la razón de Estado le correspondía el futuro, estando como estaba desde mediados del siglo en creciente preeminencia en toda Europa y en relación con el progreso de la forma moderna absolutista del Estado frente a las fuerzas antiguas de los estamentos feudales. Y así, el período de 1618 a 1660, fue el período de tránsito en el terreno de la vida del Estado y tanto en la política interior como en la exterior, tránsito que decide la victoria de las fuerzas puramente políticas, y tránsito también en la esfera cultural y espiritual. La unidad de la política exterior, que dominaban cualquier otro interés y, en la cual, recayeron definitivas resoluciones.

## Los distintos poderes en Europa hacia 1618

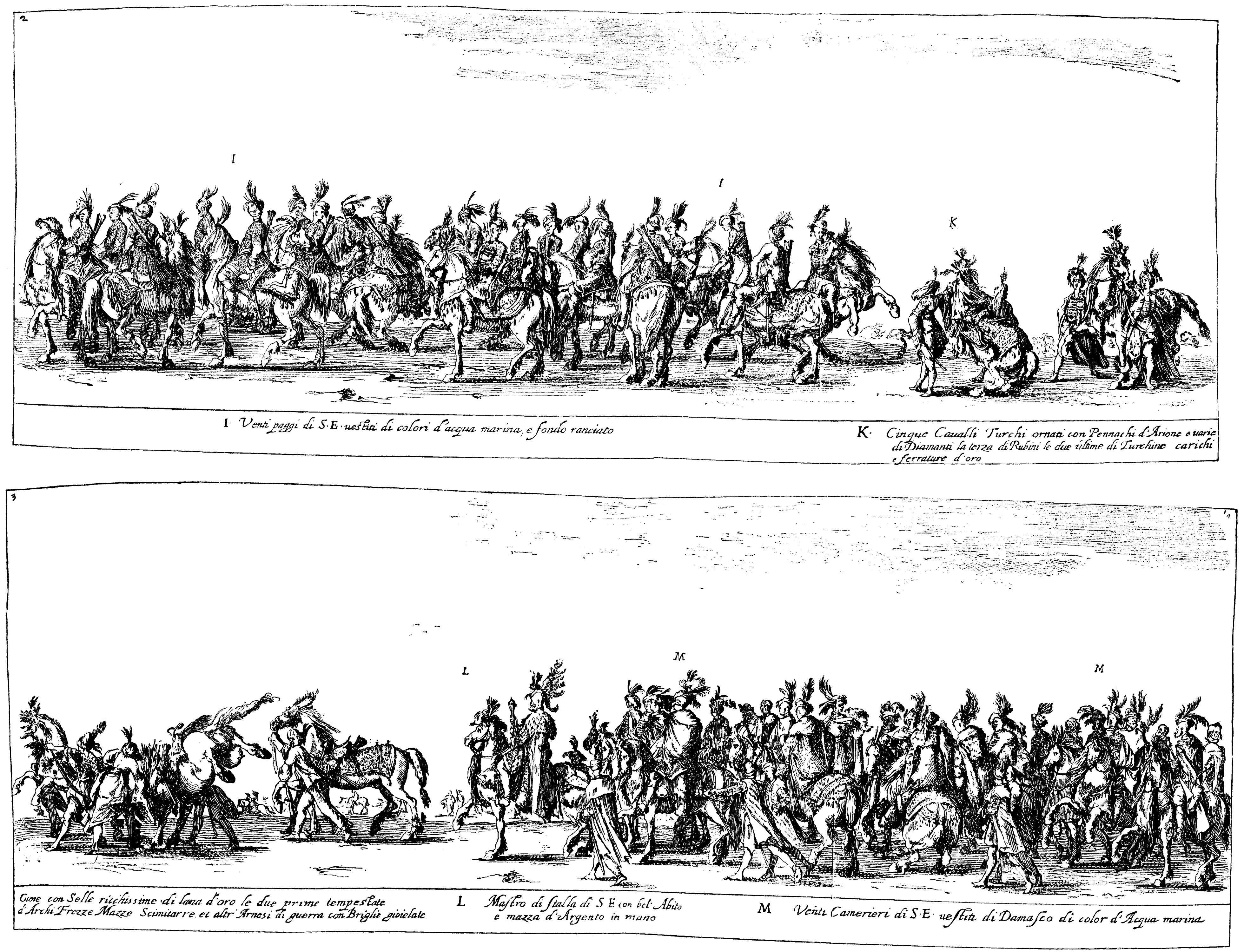
Entrata in Roma dell'Eccelmo Ambasciatore di Polonia l'anno MDCXXXIII (La invasión a la Roma católica de parte de Polonia en el año 1633). Stefano della Bella.

La situación europea al estallar la gran guerra estaba determinada por la extensión de la potencia española habsburguesa. El Imperio de Carlos V quedó dividido en dos partes en 1556 y la línea española tomó para sí las partes más importantes de la política universal. Posesiones españolas fueron los distritos de Italia que formalmente seguían perteneciendo al Imperio, el Franco Condado de Borgoña y los Países Bajos. Austria obtuvo a un gran dispendio de fuerzas. En conjunto esta división del Imperio en dos era más bien un robustecimiento que una debilitación de la Casa Habsburgo. Carlos V fracasó en el fondo por la grandeza y extensión de su poder, cuanto más que los recursos de gobierno en aquella época no permitían mantener unidos tan amplios territorios. La política de Carlos no pudo conseguir ninguno de sus fines, porque la multitud de problemas tuvo por consecuencia el que ninguno de estos problemas quedase resuelto por completo y de modo permanente. Pero, a pesar de la separación, la política de las dos líneas siguió siendo unitaria bajo la dirección absoluta de España. Libre de una serie de problemas, que aún en tiempos de Carlos eran resueltos esencialmente en Viena, pudo la política española con su situación preeminente en la Europa Occidental, centro entonces del sistema de los Estados europeos, llevar una orientación más firme que en los tiempos de Carlos V. La parte norte de los Países Bajos se había perdido, ciertamente, después de largas y crueles guerras, siendo de hecho reconocida su independencia por el armisticio en 1609, y las otras oposiciones subsistentes con los Países Bajos unidos representaban una carga constante para la política española, amenazando sobre todo la parte sur de los Países Bajos, seguía siendo española. Sin embargo, España, aún después de la grave derrota de 1558 en la lucha contra Inglaterra, seguía siendo sin disputa, la primera potencia de Europa. Dominaba el Mediterráneo y conservaba su decisiva influencia en Viena. Los príncipes alemanes se quejaban, no sin razón, de esta influencia española, y la opinión sustentada por los enemigos de Habsburgo, al decir que el poder de las dos líneas constituía una unidad, estaba en lo esencial justificada.
Los territorios poseídos entonces por las dos líneas de Habsburgo eran de enorme extensión. Con España estaba unido a Portugal desde 1580 y, por tanto, también el gigantesco imperio colonial de los dos Estados. En Italia todo el sur de la península, y además Sicilia y Cerdeña, obedecían al centro español, y en el norte poseía España Milán, plaza importantísima, verdadero nudo de la potencia española. Los pequeños estados italianos dependían más o menos de Madrid, puesto que la armada española dominaba el Mediterráneo. Con el Franco Condado de Borgoña y los Países Bajos españoles poseía también España amplios distritos de la Francia actual. Sin duda las posesiones españolas en los Países Bajos, cuyos límites estaban muy próximos a la capital francesa, se hallaban amenazadas por la espalda por los Países Bajos unidos y no tenían inmediata unión territorial con las distintas posesiones españolas. Uno de los fines predominantes de la política española era remediar esta situación aislada del Flandes español, justamente cuando por la derrota sufrida en la guerra con Inglaterra resultó amenazada la relación por mar. El objetivo territorial más importante de la política española en aquellos días era restablecer desde Milán, por los puertos de Suiza, el Franco Condado y el Rin, una cadena ininterrumpida de posesiones españolas (y aliados españoles) que condujesen a los Países Bajos, el llamado Camino Español. Y justamente en el tiempo que precede a la guerra de los Treinta Años este propósito había hecho progresos considerables. En los puertos alpinos de la Valtelina era España poderosa; en el Bajo Rin había plazas fuertes españolas; con el ducado de Lorena estaba España estrechamente unida, y Austria, en 1617, había prometido a los españoles cederles sus posesiones en Alsacia. Esta posesión formidable de España se hallaba completada por las posesiones de los Habsburgo austríacos, quienes, además de los antiguos estados hereditarios, poseían Bohemia, Moravia, Silesia y Hungría, aunque ésta les costaba trabajo mantenerla. En suma, los Habsburgo austríacos se hallaban a la cabeza del Imperio alemán. La posesión de la corona imperial significaba, en último término, un robustecimiento más bien moral que efectivo, sin contar con que las disensiones entre las distintas líneas de los Habsburgo debilitaban un tanto su fuerza, sobre todo por la lucha con los estamentos protestantes en la baja y alta Austria. Sin embargo, no era, ni mucho menos, despreciable la fuerza política de la línea austríaca. Pero incluso sin la unión de ambas líneas era la potencia española muy superior a la de los demás estados europeos. El poder de Inglaterra, a pesar de su victoria sobre la armada, no podía compararse con el de España, como tampoco el poder francés. El núcleo de poderío español estaba sin duda ya entonces minado por dolencias interiores; pero éstas todavía no se manifestaban al exterior, y los contemporáneos propendían a exagerar más bien el poder de España y su salud interna, sobre todo por cuanto, bajo Felipe IV, halló en Olivares un jefe político de considerable importancia.

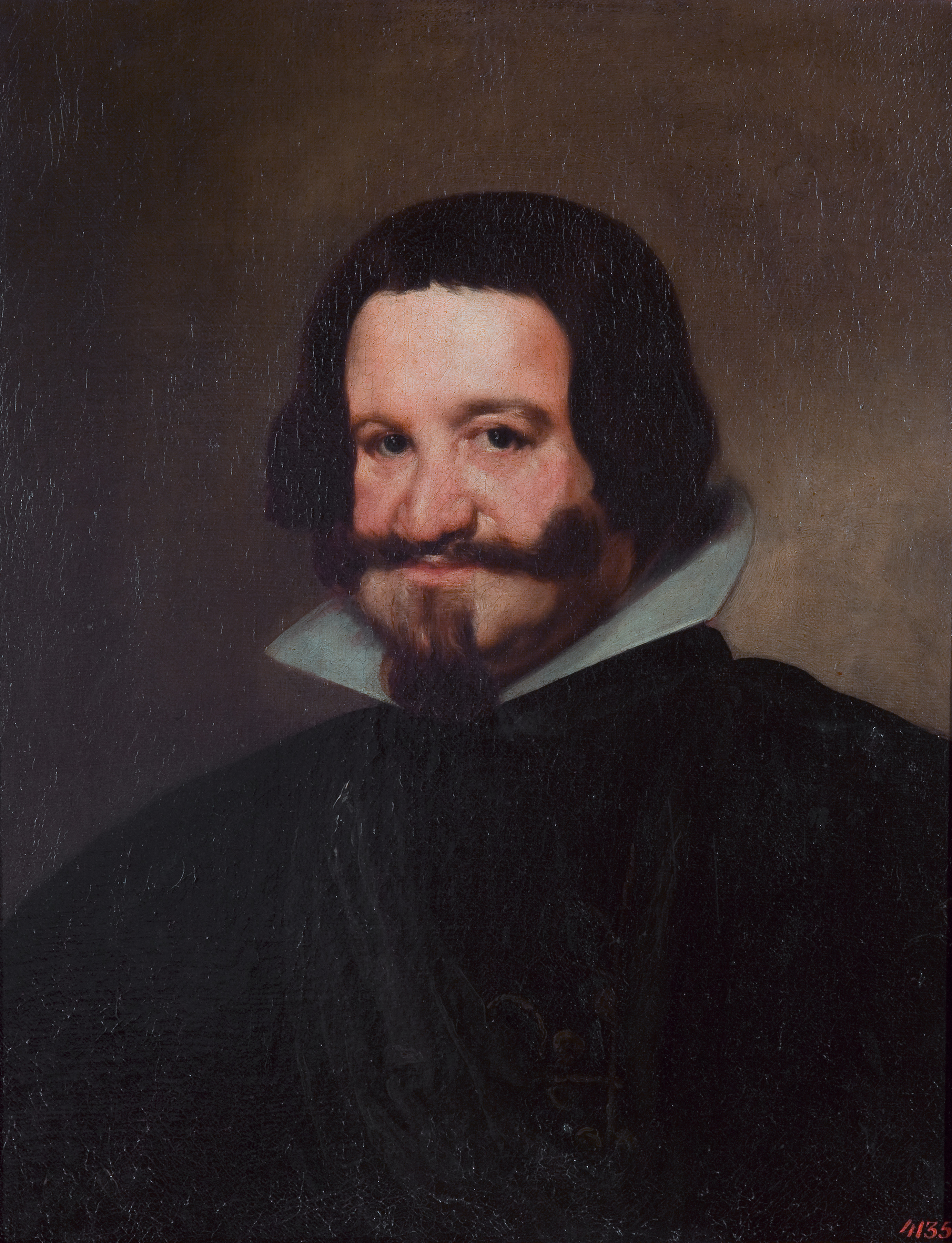
Conde-Duque de Olivares.

De todos los estados europeos el más amenazado por España era Francia. El éxito definitivo del propósito español, que era establecer entre Milán y Bruselas una línea interrumpida de posesiones españolas, hubiese rodeado por completo a Francia con fronteras españolas, reduciéndola a una situación que habría amenazado gravemente la existencia de Francia como potencia independiente (y contra la que Francisco I y Enrique II habían estado luchando durante todos sus reinados). El estado francés, que durante la guerra de religión se había visto muy próximo a la descomposición, no se había repuesto por completo de aquellos trances. El partido católico en Francia ofrecía siempre un punto de apoyo a la política española. Inglaterra, que bajo la reina Isabel había llegado a la cúspide de su poderío, cayó bajo los sucesores de ésta en impotencia exterior y en disturbios interiores. Los estados del norte y del este acababan de penetrar realmente en las luchas de las potencias europeas. Dinamarca, Noruega y Suecia se debilitaban por su mutua rivalidad. Polonia era un fiel aliado de la política habsburguesa. El Imperio Otomano, que en tiempos de Francisco I había sido un importante aliado de la política francesa contra los Habsburgo, se hallaba debilitada en lo interior y en conflictos con sus vecinos, sobre todo de Persia. En Alemania misma tropezaba la política habsburguesa y española con resistencias considerables, pues no sólo los protestantes, sino también los príncipes católicos sentían amenazada su independencia; pero solo con el apoyo de las potencias europeas podría la oposición antihabsburguesa en el Imperio alcanzar importancia política verdadera.

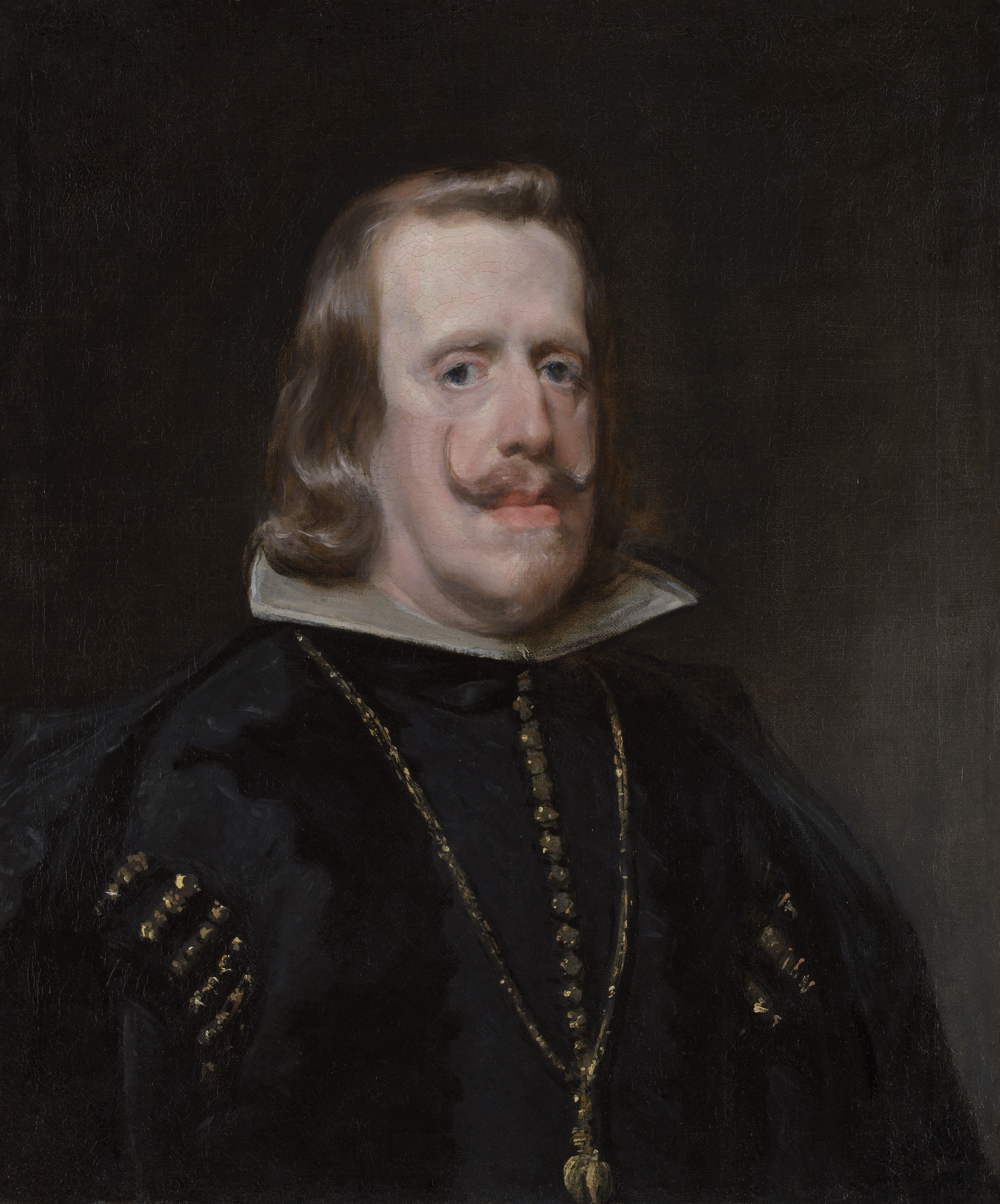
Felipe IV de España, Retrato de Diego Velázquez.

El Imperio alemán no era ya por entonces factor activo en la política europea, hallándose en decadencia desde hacía siglos. Mucho antes de la Reforma había empezado ya a perder distritos en todas las fronteras. Y la Reforma, que no creó esta situación, hubo de contribuir sin duda a acelerar el proceso de disolución. Desde hacía siglos la vida política propiamente dicha se había concentrado en los territorios, los cuales eran demasiados pequeños para representar un papel decisivo en las contiendas europeas. El Imperio de los Habsburgo se basaba principalmente en el poder territorial de la casa. Por su identificación con el principio de la Contrarreforma se había asimilado la pretensión de ser representante de la nación entera. El brillo de la dignidad imperial seguía siendo sin duda grande, y la posición moral de esta dignidad suprema permanecía incólume aún en la cristiandad occidental. Pero la política práctica servía en lo esencial tan solo como un factor valioso de la política habsburguesa, y justamente por ello provocaba la oposición de los poderes territoriales y sobre todo de los estados imperiales protestantes. Una unidad del Imperio, aún en la política exterior, era una ficción en la que nadie creía, y justamente en la época anterior a 1617 el lazo de unión del Imperio se encontraba en plena disolución. La multitud de luchas de toda especie ofrecía al extranjero ocasión continua de intervenir en los asuntos de Alemania. Predominantes eran los problemas confesionales; y en primer término se hallaba la lucha por los territorios eclesiásticos; pero ésta se mezclaba de continuo con los intereses territoriales y las oposiciones europeas. Sobre todo, el noroeste estaba implicado en las contiendas de los Países Bajos españoles, habiendo sido resuelta, mediante un arreglo meramente provisional, por el Tratado de Gante de 1614, la lucha de Juliers-Cleve. Las fortalezas españolas y neerlandesas estaban establecidas en el bajo Rin y la influencia de los Países Bajos era poderosa en la Frislandia oriental, lo mismo que en las ciudades hanseáticas. En conjunto había reinado paz en el Imperio durante más de medio siglo. La serie de conflictos se había resuelto siempre con apaños y arreglos provisionales. Tanto del lado católico como del protestante existía la voluntad de paz. No existía organización política alguna en los dos partidos religiosos. La Unión y la Liga tenían su centro de gravedad en el sur y en sudoeste, y ambas sólo se extendían a una parte de los estamentos de su confesión y las dos alianzas se hallaban en sí mismas desunidas desde la crisis de 1610 y se sentían próximas a la disolución en el tiempo inmediatamente anterior a 1618. Pero las oposiciones seguían latentes y no podían eliminarse, y si llegaban a enlazarse con las contiendas larvadas de toda Europa había de producirse un peligro permanente para la paz europea, sin que ninguna política mediadora ni conciliadora pudiera evitarlo, ni siquiera el hecho de que en 1618 casi todos los grandes tronos europeos estaban ocupados por soberanos pacíficos: el emperador Matías; Felipe III, en España; María de Médicis, regente de Francia, y Jacobo I de Inglaterra. Como con frecuencia sucede en las grandes guerras europeas, lo decisivo para el estallido de esta no fue una consciente voluntad de guerra en los círculos directores, sino un estado político en donde una multitud de conflictos sin solución se unía a una oposición general europea, de suerte que una ocasión bastó para dar el impulso a una minoría guerrera y turbulenta y encender una hoguera que puso en llamas a toda Europa.

## La sucesión de Austria y la guerra de Bohemia y del Palatinado (1618-1623)

### La nueva Austria y el Reinado de Fernando II de Habsburgo

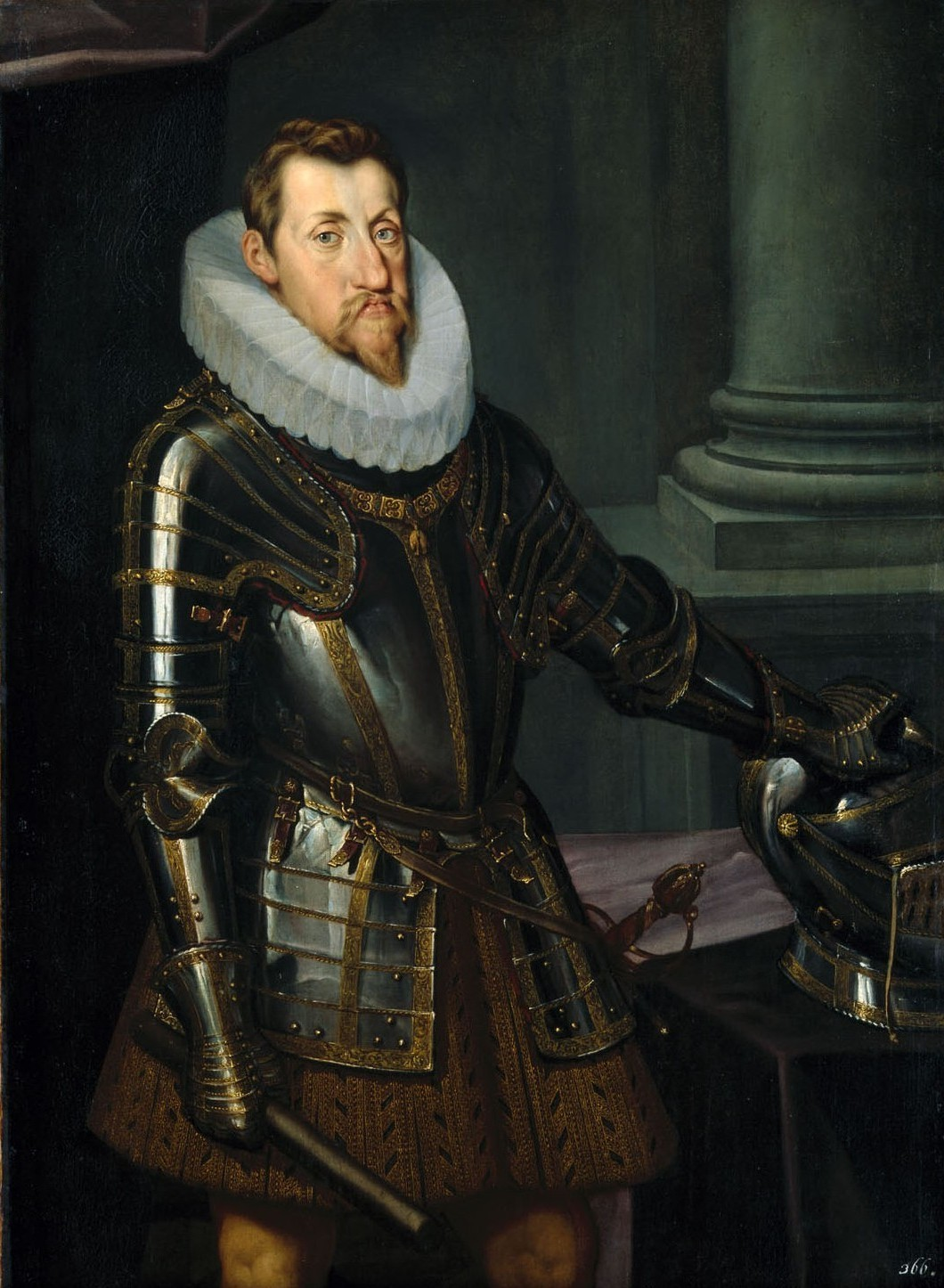
Fernando II de Habsburgo, una gran controversia desde su nombramiento como sucesor de Matías de Habsburgo el 20 de marzo de 1619 hasta su muerte 15 de febrero de 1637.

El emperador Matías no tenía hijos. En Viena se intentaba asegurar la sucesión, tanto para los estados hereditarios como para el Imperio, a su primo Fernando, archiduque de Estiria, Corintia y Carniola. El que luego fue emperador, Fernando II, era una personalidad poco importante; bondadoso y generoso, carecía por completo de energía. Como otros muchos príncipes católicos, había sido educado por los jesuitas. Consideraba la lucha contra los herejes como un deber político y temía cometer un pecado cuando las razones políticas le obligaban a no seguir estrictamente las exigencias de la Iglesia. Pero en el fondo de su carácter, Fernando, no era ni un fanático religioso ni un príncipe afanoso de guerra.
En los territorios de Habsburgo, lo mismo que en el Imperio, era conocido por la severidad con que había llevado la Contrarreforma en las comarcas alpinas. Así, pues, el establecimiento de su sucesión había de tropezar con no pocas dificultades. Viena intentó, ante todo, obtener el apoyo de España; pero ésta manifestó pretensiones, no muy legítimas pero sí graves políticamente, sobre la herencia de Hungría y de Bohemia. Viena se vio obligada a hacer amplias concesiones a la política española, y de esta suerte la elevación de Fernando había de llevarse a cabo bajo el signo de la política habsburguesa unitaria, determinada por España y unida a las tendencias de la Contrarreforma, cosa que para la ulterior evolución hubo de tener importancia decisiva. Un tratado de 1617 aseguró a la línea española no sólo la sucesión de Hungría y de Bohemia, con preferencia a los hermanos de Fernando, sino también la promesa de la cesión de los territorios austriacos en Alsacia, juntamente con otras concesiones en Italia y el compromiso, sobre todo, de apoyar en todo momento la política general española. Segura, pues, de la cooperación española, la corte vienesa pudo llevar a cabo la coronación de Fernando como rey de Bohemia (1617) y de Hungría (1618); pero en ambos países se hizo esto en una forma jurídica no exenta de posibles objeciones.

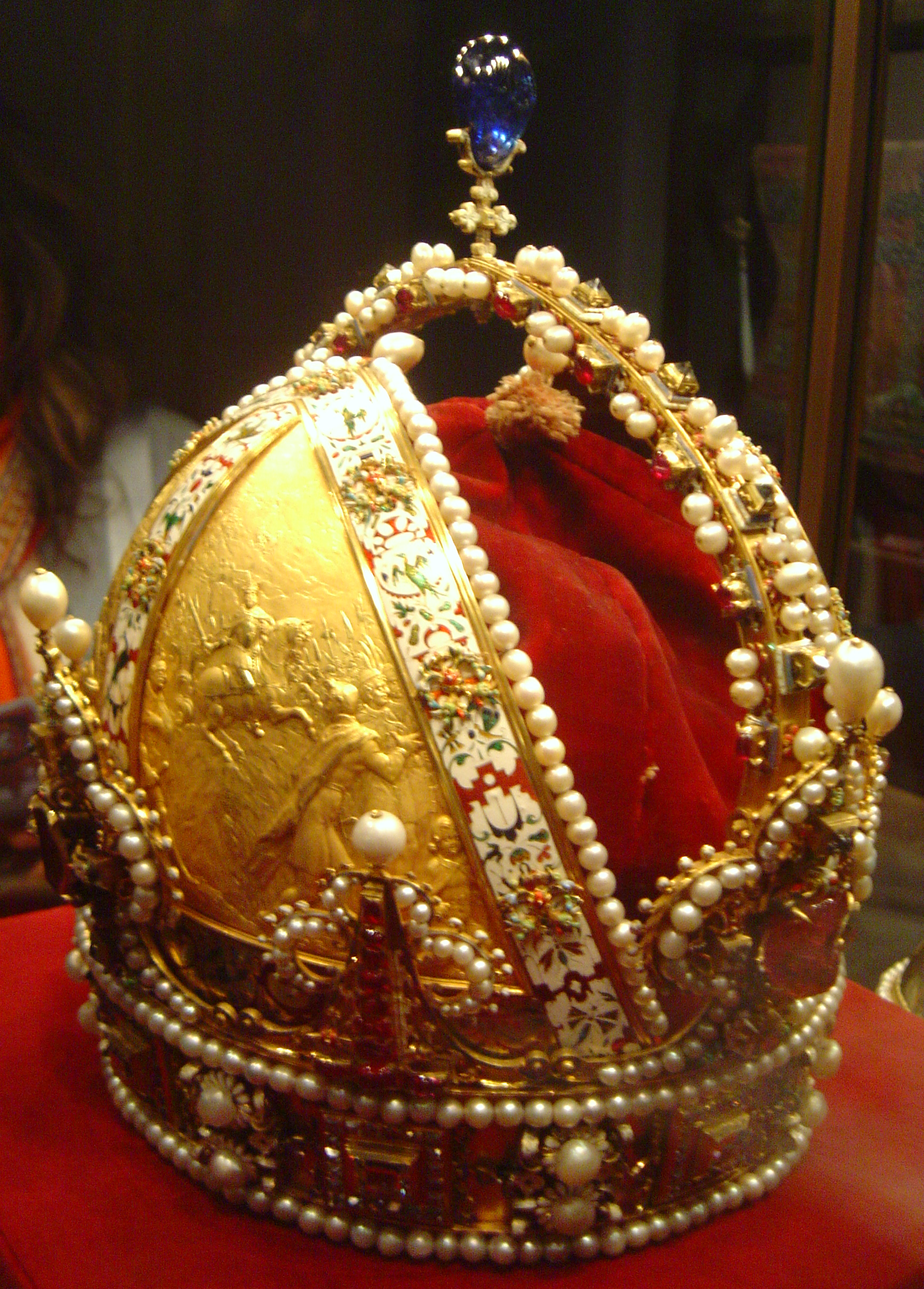
Corona de Rodolfo II de Habsburgo, quien fue el personaje que ordenó el quebramiento de los edictos en Bohemia.

Sobre todo en Bohemia la tendencia radical de los estamentos protestantes, unida con el elemento nacional checo, permaneció resueltamente en la oposición. Ocasión dieron para ello algunas medidas contrarreformistas en Bohemia, medidas que fueron consideradas como quebrantamiento de los edictos dados por Rodolfo II en 1609. La masa de los estamentos protestantes de Bohemia no quiso someterse, aunque tampoco ciertamente tenía deseo de llegar a un conflicto abierto. Un pequeño grupo radical pudo en esta situación hacerse con las riendas de los acontecimientos, y en una discusión entre los representantes de los estamentos bohemios y los consejeros imperiales en Praga el 23 de mayo de 1618, el conde Thurn espoleó las pasiones deliberadamente hasta el punto de que la asamblea puso en práctica el recurso de justicia popular, que en Bohemia era habitual, tirando por la ventana (defenestración) a los consejeros imperiales. Pese a caer de un tercer piso no murieron (ya que aterrizaron sobre un carro de excrementos), pero dado el desprecio que habían hecho de la autoridad de Fernando II, la ruptura entre Bohemia y Habsburgo era inevitable. Esta ruptura se amplió rápidamente, convirtiéndose en un levantamiento general de los estamentos protestantes en los estados hereditarios de Fernando II.
El incidente de Praga no actuó, ciertamente, al modo como, en 1914, el asesinato de Sarajevo, que fue la chispa que encendió la guerra europea. Sino que lentamente se fue propagando el fuego encendido en Praga y se convirtió en incendio general. Pese a todas las oposiciones, ni los partidos alemanes confesionales ni los Estados Europeos estaban preparados para la guerra. Francia e Inglaterra buscaban entonces el acercamiento a España por motivos esencialmente de política interior. Tampoco en Madrid se quería una guerra general, cuanto más que la tregua con los países bajos terminaba en 1621 y había interés en que esta segura guerra en Fandes permaneciese aislada. España estaba dispuesta a ayudar a Austria, pero procuraba evitar medidas que amplificasen el conflicto.
La guerra quedó, pues, limitada por de pronto a los Estados hereditarios de Austria. En los segundos planos actuaron en seguida a todas las oposiciones generales. En aquella época no se conocían todavía límites exactos entre los Estados en el sentido actual, ni tampoco había una clara delimitación de los derechos de soberanía; por lo cual entre la paz y la guerra existían múltiples situaciones de tránsito. Se podía, sobre todo, apoyar financieramente, sin rebozo, a una potencia beligerante, cosa que, dada la costumbre de los ejércitos mercenarios, significaba en realidad levantamiento de tropas; y, sin embargo, esto no era entrar en la guerra. Los bohemios recibieron, de esta suerte, auxilio de Saboya y de la Unión, y más tarde también de los Países Bajos y de Inglaterra. Pero la victoria de su causa dependía de que las grandes potencias europeas intervinieran activamente en su favor.
Al principio de la sublevación bohemia pareció favorecida por el éxito. Después de la defenestración de los consejeros imperiales sobrevino no sólo un levantamiento en masa en Bohemia, en Moravia, en Lausitz y en Silesia, sino que también se unieron a los sublevados los estamentos protestantes de la baja y alta Austria. La posición de Austria pareció gravemente conmovida, tanto más cuanto que en Viena estaba completamente desarmada. Solo algunos meses después pudo el emperador -por quien efectivamente gobernaba Fernando- comenzar una campaña, y aun esto con fuerzas insuficientes. Así, la lucha se prolongó sin llegar a una solución militar.

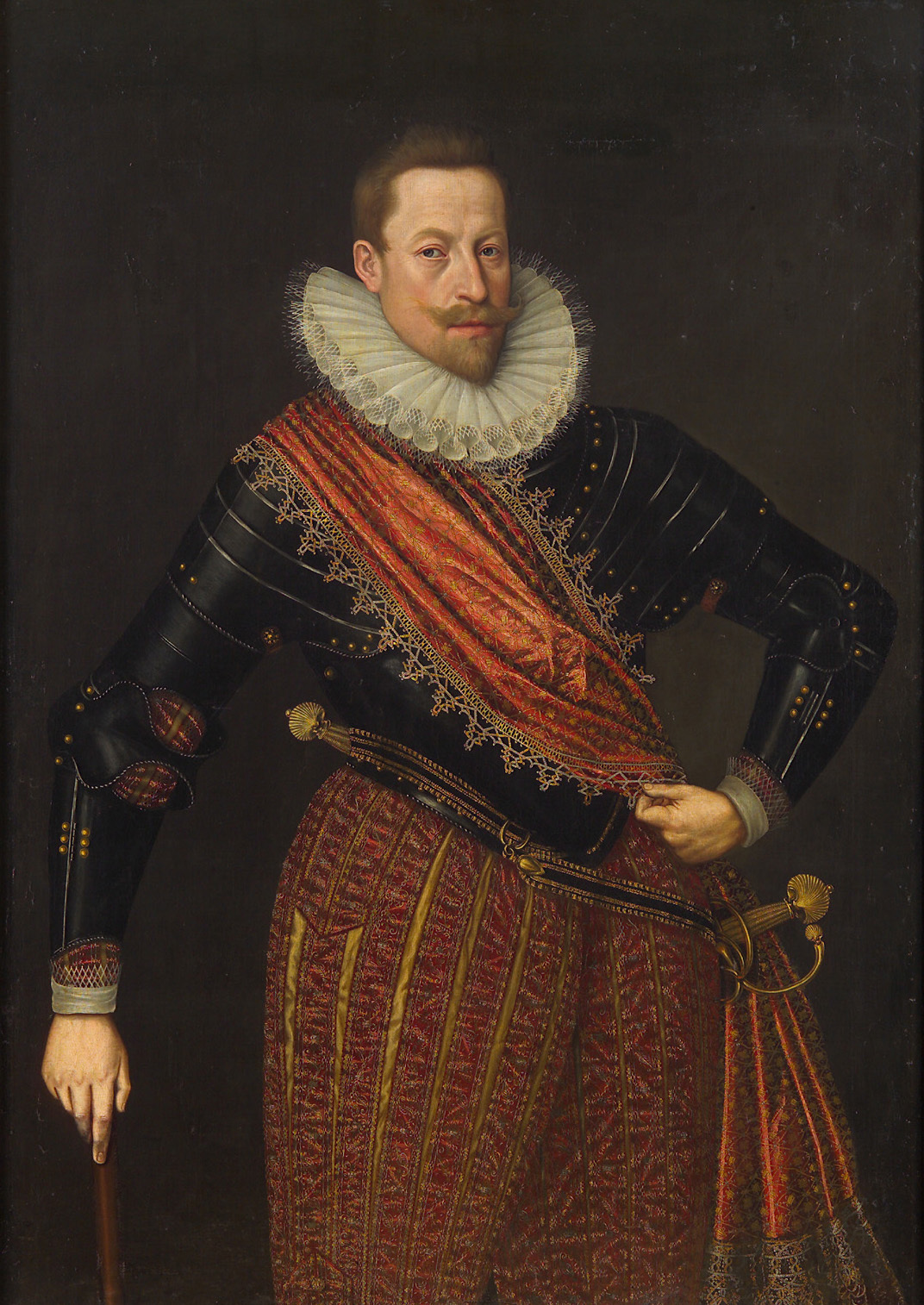
Lucas van Valckenborch, Matías de Habsburgo, Emperador del Sacro Imperio Romano Germánico murió en Viena el 20 de marzo de 1619, sucediéndole Fernando II de Habsburgo en los Estados austríacos.

Escudo del Palatinado Renano, que fue una asociación que buscó la exclusión del trono imperial en Habsburgo.

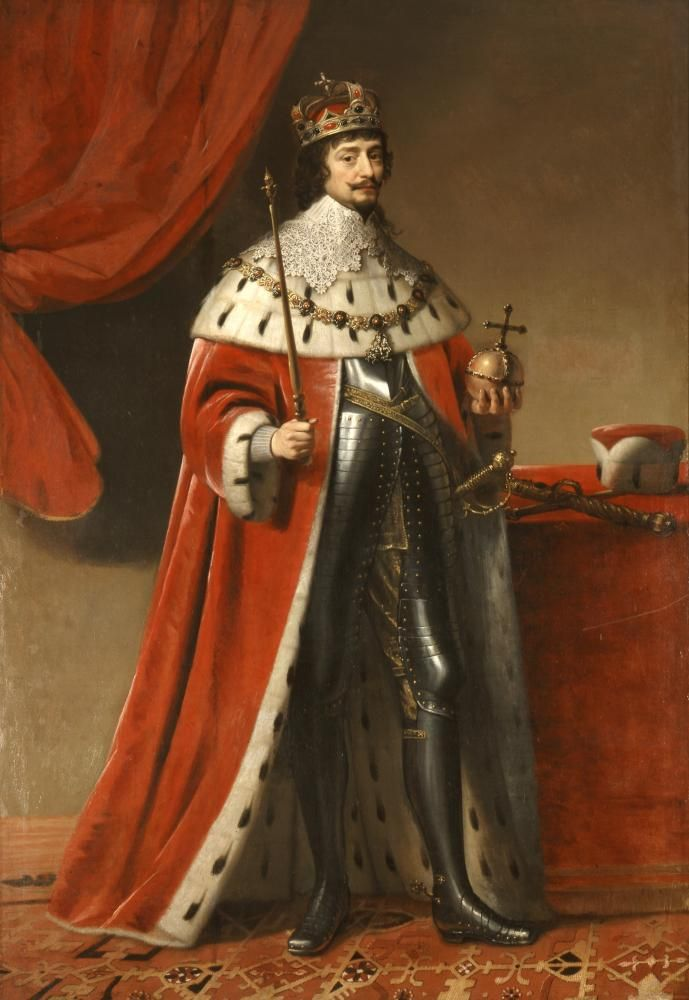
Gerard van Honthorst, retrato de Federico V del Palatinado, propuesto por el mismo Palatinado como Rey de Bohemia.

### Los problemas de la elección del sucesor
En marzo de 1619 murió Matías, sucediéndole Fernando en los Estados austríacos. La elección de emperador estaba bastante asegurada, pese a todas las dificultades, y aun cuando justamente después de la muerte de Matías la situación llegó a ser desesperada en los Estados hereditarios, las tropas de Bohemia, bajo Thurn, llegaron en un golpe de mano hasta amenazar a Viena. Pero un verdadero peligro para Fernando no podía representar la lucha de los estamentos protestantes de sus Estados hereditarios, y sí si una gran alianza del protestantismo alemán y de las potencias extranjeras les prestaba apoyo y base y lograba poner en tela de juicio la posesión de la corona imperial para la casa de Habsburgo. Pero ni el extranjero ni los protestantes alemanes daban un verdadero auxilio. Sajonia, como en tiempos anteriores, repugnaba a toda política protestante activa. El príncipe elector de Brandeburgo no estaba tampoco dispuesto a oponer resistencia a la elección de Fernando como emperador. Sólo el Palatinado intentó conseguir la exclusión de Habsburgo del trono imperial, favoreciendo la elección del duque Maximiliano de Baviera, bajo el cual empezó a concentrarse más enérgicamente la Liga. La táctica del Palatinado, tendente a dividir el catolicismo, era harto transparente para poder lograr éxito. El 28 de agosto de 1619 fue Fernando elegido emperador. Pero inmediatamente antes de la elección sobrevinieron dos decisiones que produjeron una extensión de la resistencia contra Fernando. Gabriel Bethlen, príncipe de Transilvania, se alzó contra Fernando y arrastró consigo a los húngaros en la sublevación. Con esto tenían los bohemios un aliado a la espalda de la potencia austríaca. Pero, sobre todo, los estamentos bohemios, inmediatamente antes de la elección imperial eligieron rey al jefe de la Unión protestante, al joven Federico V del Palatinado. Sin conocer todo el alcance del paso que daba, Federico aceptó la elección, poniéndose así abiertamente en lucha con los Habsburgos. Pero el nombre que había tomado esta resolución no tenía nada de político. Sólo tenacidad y no fuerza e intuición política le distinguían, y ni siquiera consiguió imponerse a los estamentos de Bohemia.
La aceptación de la corona de Bohemia por Federico, si hubiese tenido amplia preparación diplomática y militar, habría podido ser todo menos una loca aventura; pero le faltó esa preparación. Fue en vano que, en 1619, las tropas de los sublevados, juntamente con Gabriel Bethlen, llegasen de nuevo a amenazar a Viena. Justamente el hecho de que no pudiesen aprovecharse de la debilidad del emperador y de la tan favorable situación demuestra cuán mezquina era su base. Consiguieron éxitos parciales, mientras la diplomacia habsburguesa obtenía realmente la ganancia. Comenzó a formarse una contraalianza católica. Con España, pero no sin vencer en Madrid algunas dificultades, se concertó un ataque armado contra el Palatinado (ataque que supuestamente partiría de los Países Bajos). La Liga y su jefe, el duque de Baviera, se armaron para la intervención activa. Maximiliano reunía así sus puntos de vista católicos y territoriales. El engrandecimiento de Baviera y la adquisición del electorado palatino para la línea bávara de los Wittlesbach eran el fin que se proponía al actuar en favor del emperador reprimiendo su antigua oposición contra Austria. Como el emperador necesitaba el auxilio de Baviera, prometió al duque el electorado palatino y la ampliación territorial, lo mismo que anteriormente había consentido aumentos de territorio a España y Polonia.

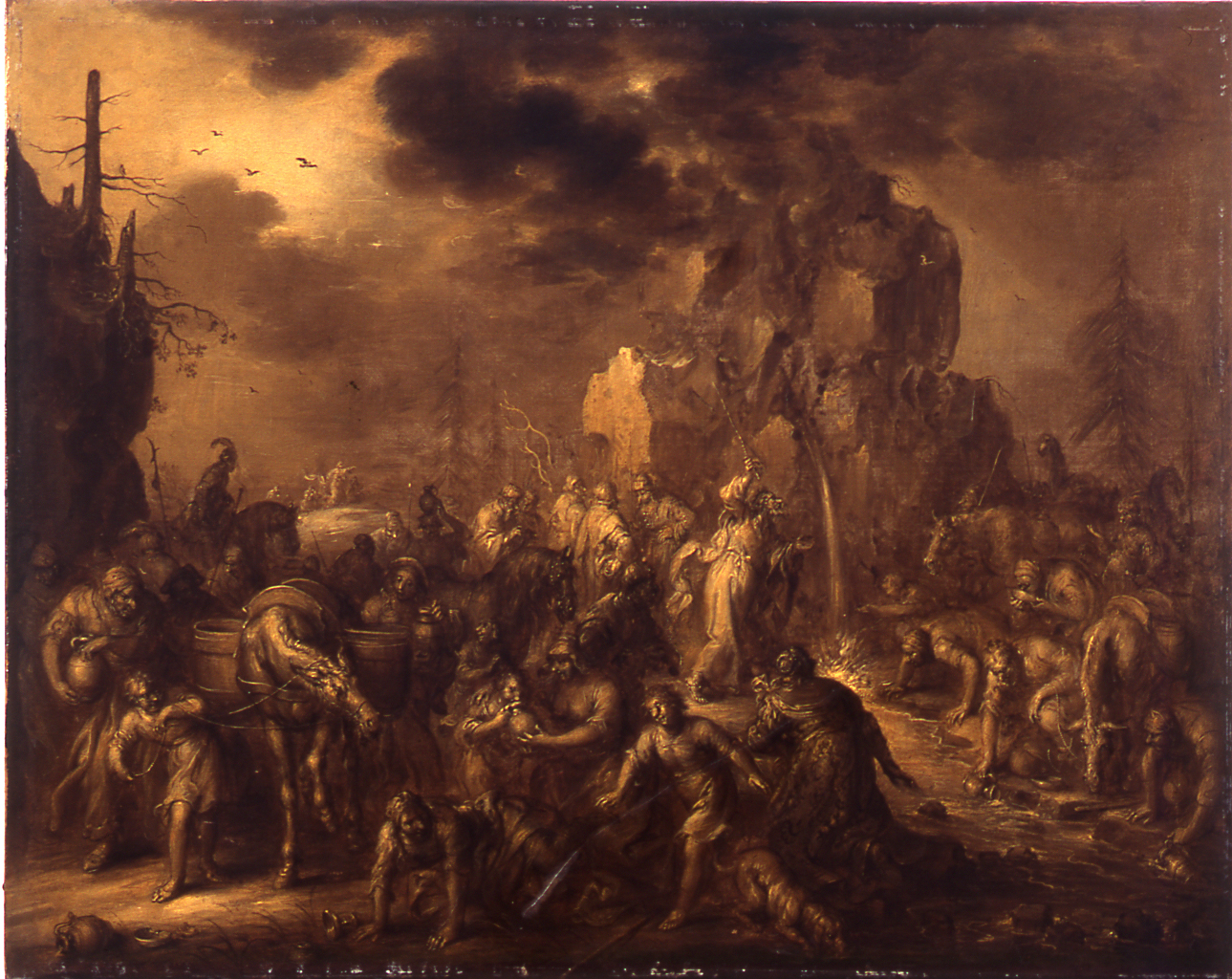
Acuarela de Adrian van de Venne, un caballero refriega a sus oponentes en muestra de desagrado en un bosque de montañas oscuras, el inmenso hedor a muerte cubre el cielo durante la guerra de los Treinta Años. Pintura en Ámsterdam en el Museo Rijk.

Produciéndose, pues, una alianza católica, que fue ayudada financieramente por el papa. Fracasó la política de alianzas iniciada por el Palatinado. Sajonia hizo imposible la unión de los protestantes alemanes, pues incluso llegó a tomar abiertamente el partido del emperador. Y también a Sajonia prometió el emperador aumentos territoriales. Pero Sajonia, sin dejar de reclamar la posición de jefe en el protestantismo alemán, seguía impulsada por su vieja aversión contra toda política activa y por el odio de los luteranos sajones contra los calvinistas, odio que era más fuerte que la común oposición a los católicos. Una destrucción de imágenes organizada en Praga había aumentado todavía ese sentimiento (es importante recalcar que el luteranismo no repudia las imágenes). Pero también la Unión sentía desvío para seguir a su jefe en el experimento de Bohemia, y tanto más cuanto que no era de esperar el auxilio extranjero. Jacobo I de Inglaterra, suegro de Federico, llevaba una política vacilante, de la cual no era de esperar un auxilio activo. Sin la intervención de Inglaterra no cabía pensar tampoco en la de los Países Bajos. Finalmente, medió Francia, que consiguió un tratado entre la Unión y la Liga, que tuvo por consecuencia la eliminación y seguidamente la disolución de la Unión. Quedaban, pues, aislados el Palatinado y el movimiento en los Estados hereditarios de Austria.

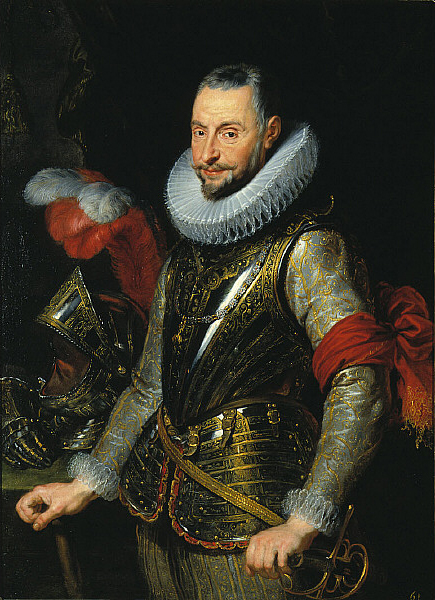
Ambrosio Spinola de la familia Spinola, General del Ejército Español, comandante durante la guerra de los Ochenta Años, sometió a los Lausitz y entró a la ciudad del Palatinado Renano.

Sin embargo, Fernando no hubiera podido vencer a sus enemigos cor sus propios fuerzas. Necesitó el auxilio del duque de Baviera, que llegó a ser el alma de toda la empresa. Cuando Maximiliano, como comisario del emperador, sometió a la alta Austria, que conservó por de pronto como prenda (pues Fernando adeudaba grandes cantidades de dinero a Baviera), revolviéndose contra Bohemia unido a las tropas imperiales. En Weissenberg (la montaña blanca), delante de Praga, el 8 de noviembre de 1620 se encontraron los adversarios; el ejército bohemio y palatino fueron anaiquilados, a lo cual siguió inmediatamente el derrumbamiento de la soberanía del «rey del invierno» en Praga. Maximiliano entró victorioso en la ciudad. El príncipe elector de Sajonia había entretanto sometido a los de Lausitz y un ejército español al mando de Spínola entró en el Palatinado. Con esto la guerra se empezó a producir en el mismo Imperio.
La derrota del movimiento en las comarcas bohemias y austriacas fue total en la primavera de 1621. Pero el corrimiento de la guerra hacia el Palatinado y la reanudación de la lucha entre España y los Países Bajos impidió que se apagaran los rescoldos. En el centro de todo se hallaba el destino del Palatinado, que no podía ser indiferente ni a las potencias extranjeras ni a los protestantes alemanes. Jacobo I de Inglaterra, sin voluntad de intervención activa, se puso del lado de su yerno; las potencias del norte querían también impedir que Maximiliano se apoderada del electorado palatino, cosa que significaba un robustecimiento decisivo del partido católico habsburgués en Alemania. Pero la influencia de Suecia quedó anulada por su guerra con Polonia y el común interés de Dinamarca y de los protestantes alemanes fue perturbado por la política de anexiones que el rey dinamarqués, Cristián IV, llevaba en los distritos de la baja Sajonia. Por otra parte, España no quería ver dificultada su guerra con los Países Bajos mediante una intervención de Inglaterra, y defendía, por consiguiente, el restablecimiento del palatino. Pero el emperador estaba atado por sus promesas al de Baviera, aun cuando no era contrario tampoco a una solución de paz basada en el restablecimiento palatino. Federico del Palatinado no se había revelado como hombre capaz ni antes ni después de la catástrofe de «La montaña blanca», pero su tenacidad revelaba un aspecto humano bastante bueno, exigiendo como condición previa para un arreglo la amnistía de los bohemios. Esta condición era inadmisible para el emperador. Pero Fernando no encontró quien ejecutase la sentencia contra el palatino, que había pronunciado con contradicción de sus aliados; ni siquiera con la persona del duque de Baviera, aun cuando esa sentencia era del supuesto para la realización de sus demandas. La guerra quizá hubiese apagado por completo, si no le hubiesen dado nuevos alimentos el estado político del imperio y el carácter que entonces tenían las hostilidades.

## Francia y la Fronda
{{Ver Fronda (sublevación)}}